# Fekete Lajos (történész)
Fekete Lajos (Tardos, 1891. június 12. – Budapest, 1969. május 16.) Kossuth-díjas történész, turkológus, levéltáros, paleográfus, egyetemi tanár, a Magyar Tudományos Akadémia rendes tagja. Az oszmán-török oklevéltan és paleográfia nemzetközi szinten elismert kutatója volt. Munkássága fő homlokterében a hódoltságkori Magyarország történeti forrásanyagának feltárása, feldolgozása és közreadása állt.

## Életútja
1909-től a Budapesti Tudományegyetemen végezte felsőfokú tanulmányait, bölcsészdoktori oklevelét 1914-ben szerezte meg. Az első világháború kitörésekor bevonult, s már 1914-ben az orosz fronton harcolt. 1915-ben Przemyślnél fogságba esett, s öt évig elhúzódó szibériai fogsága alatt a táborban megtanult törökül. 1920-ban hazatért Magyarországra, s a fővárosi egyetemen török filológiát tanult Németh Gyulánál, a Bécsi Egyetemen pedig az oszmán-török oklevéltan és paleográfia tárgykörében képezte tovább magát Friedrich Kraelitz irányítása alatt. 1921-től 1923-ig Budapest Székesfőváros Levéltárában dolgozott mint ideiglenes hivatalnok, majd levéltári tisztviselő. 1922-ben történelem–latin szakos tanári képesítéssel egészítette ki bölcsészdoktori oklevelét. 1923-ban a Magyar Országos Levéltár munkatársa lett. Időközben, 1927–1928-ban a Collegium Hungaricum ösztöndíjával arab és perzsa filológiából képezte tovább magát a berlini Frigyes Vilmos Egyetemen. Hazatérését követően, 1929-ben az oszmán-török nyelvű történeti források tárgykörében magántanárrá habilitált a Pázmány Péter Tudományegyetemen. 1938-tól már mint címzetes nyilvános rendkívüli tanár, 1939-től pedig mint az egyetemi török filológiai intézetbe beosztott megbízott előadó folytatta az oktatótevékenységet. Mindeközben levéltári munkáját is végezte, 1935-től már levéltárnoki, 1941-től főlevéltárnoki, 1942-től címzetes országos főlevéltárnoki beosztásban dolgozott a Magyar Országos Levéltárban egészen 1948-ig. Ebben az évben véglegesítették az egyetemi török filológiai intézetben mint intézeti tanárt, 1952 és 1966 között pedig egyetemi tanári címmel saját katedrája volt a török filológiai tanszéken.

## Munkássága
Kutatásainak homlokterében a magyarországi török hódoltság történeti forrásanyagának feltárása, valamint az oszmán-török és perzsa paleográfia állt. A hazai levéltári anyagok – köztük az egykori budai török levéltár, az Esterházy-levéltár (1932) – török vonatkozásainak feltárása, fotokópiás és mikrofilmes rendszerezése mellett 1927–1928-ban berlini ösztöndíjasként feldolgozta a berlini és drezdai levéltári gyűjtemények török vonatkozású állagait. Két alkalommal, 1937-ben és 1939-ben a török kormány meghívására, levéltári tanácsadói minőségben közreműködött az isztambuli és ankarai levéltárak iratanyagának rendezésében.
Már pályája elején kísérletet tett a török paleográfia, oklevéltan és pecséttan alapjainak megvetésére (1926). Az általa feltárt források tükrében behatóan foglalkozott a hódoltságkori Magyarország birtokrendszerével (1940), a hivatali adminisztráció kérdéseivel (1941), a korabeli összeírások és számadáskönyvek gazdaság-, település- és művelődéstörténeti vonatkozásaival (Vác, 1942; Esztergomi szandzsák, 1943; jászok, 1960; Buda, 1962; Hatvani szandzsák, 1968) és a bektási szerzetesrend magyarországi múltjával (1954). Magyarország történetén túl mutató, általánosabb összefüggéskeretben vizsgálta és ismertette a török pénzügyigazgatás írásfajtáját, a szijákatot, amelynek egyúttal olvasási segédletét is elkészítette (1955), illetve elemezte a győzelmi tudósítások, a fathnámék forráscsoportját (1962).
Szórványosan nyelvészeti kérdések is foglalkoztatták, így például egyebek mellett vizsgálta az oszmán-török nyelv hódoltságkori magyar jövevényszavait (1930), de foglalkozott török eredetű magyarországi hely- és személynevekkel is.
Forráskiadványai, regesztái sorában kiemelkedő a Káldy-Nagy Gyulával közösen gondozott, 1550 és 1580 közötti budai számadáskönyveket bemutató, magyarul és németül egyaránt megjelent kötet (1962). Élete vége felé érdeklődése a perzsa paleográfia kérdései felé fordult, de alapvetése már csak jóval halála után, posztumusz jelenhetett meg Hazai György szerkesztésében (1976).

### Társasági tagságai és elismerései
1937-ben a Magyar Tudományos Akadémia levelező, 1961-ben rendes tagjává választották. 1954-től a Török Történeti Társaság, 1966-tól a Lengyel Orientalisztikai Egyesület tiszteleti tagja volt.
A hódoltság korabeli gazdaságtörténeti kutatások megalapozásáért, a szijákat írás vizsgálatáért 1956-ban megkapta a Kossuth-díj második fokozatát. Emellett a Munka Érdemrend (1961) és a Munka Érdemrend arany fokozatának (1967) birtokosa volt.

### Művei
- Türkische Schriften aus dem Archive des Palatins Nikolaus Esterházy, 1606–1645. Budapest: Universitätsdruck. 1932.
- Török birtokrendszer a hódolt Magyarországon. Budapest: Magyar Tudományos Akadémia. 1940.
- A törökkori Vác egy XVI. századi összeírás alapján. Budapest: Magyar Tudományos Akadémia. 1942.
- Az esztergomi szandzsák 1570. évi adóösszeírása. Budapest: Magyar Történettudományi Intézet. 1943.
- Die Siyagat-Schrift in der türkischen Finanzverwaltung I–II: Beitrag zur türkischen Paläographie. Budapest: Akadémiai. 1955.  = Bibliotheca Orientalis Hungarica,  7.
- Budai török számadáskönyvek (1550–1580). Közread. Fekete Lajos és Káldy-Nagy Gyula. Budapest: Akadémiai. 1962.
- Szülejmán szultán. Budapest: Akadémiai. 1967.
- Budapest története a török korban. Budapest: Akadémiai. 1974.
- Einführung in die persische Paläographie: 101 persische Dokumente. Hrsg. von György Hazai. Budapest: Akadémiai. 1976.
- A hódoltság török levéltári forrásai nyomában. Budapest: Magyar Tudományos Akadémia Könyvtára; (hely nélkül): Kőrösi Csoma Társaság. 1993.  = Budapest Oriental Reprints,